# Поспєлов Дмитро Олексійович
Дмитро́ Олексі́йович Поспє́лов (нар. 19 жовтня 1991, Одеса, Україна) — український футболіст, центральний захисник.

## Життєпис
Дмитро Поспєлов народився в Одесі. До 2005 року навчався в ДВУФК (Дніпропетровськ), у 2005—2007 роках — в ДЮФК «Спартак» Ігоря Беланова (Одеса), у 2007—2008 роках — у СДЮШОР «Чорноморець» ім. А. Ф. Зубріцкого (Одеса). На професійному рівні почав виступати в сезоні 2009/10 за команду «Дністер» з Овідіополя, що виступала в першій лізі чемпіонату України. У 2011 році при реорганізації клубу переїхав до Одеси і став виступати за ФК «Одеса».
У 2013 році виступав за команду «Туран», що грала у вищій лізі чемпіонату Азербайджану. У сезоні 2013/14 грав за друголігову одеську команду «Реал Фарма». З 2016 по 2018 роки був основним гравцем одеського клубу «Жемчужина». У складі «Жемчужини» в сезоні 2016/17 став переможцем другої ліги і разом з клубом вийшов до першої ліги чемпіонату України.
У липні 2018 року Дмитро Поспєлов перейшов в харківський «Металіст 1925», який завоював право виступати у першій лізі 2018/19.
27 серпня 2020 року став гравцем одеського «Чорноморця». 5 липня 2021 року «Інгулець» (Петрове) оголосив про підписання контракту із гравцем.

## Досягнення
- Переможець другої ліги чемпіонату України: 2016/17
- Віце-чемпіон першої ліги чемпіонату України: 2020/21
- Переможець другої ліги чемпіонату Румунії: 2023/24